# Біленешть
Біленешть, Біленешті (рум. Bilănești) — село у повіті Алба в Румунії. Входить до складу комуни Соходол.
Село розташоване на відстані 320 км на північний захід від Бухареста, 52 км на північний захід від Алба-Юлії, 66 км на південний захід від Клуж-Напоки.

## Населення
За даними перепису населення 2002 року у селі проживали 154 особи, усі — румуни. Усі жителі села рідною мовою назвали румунську.